# アニー・クルス

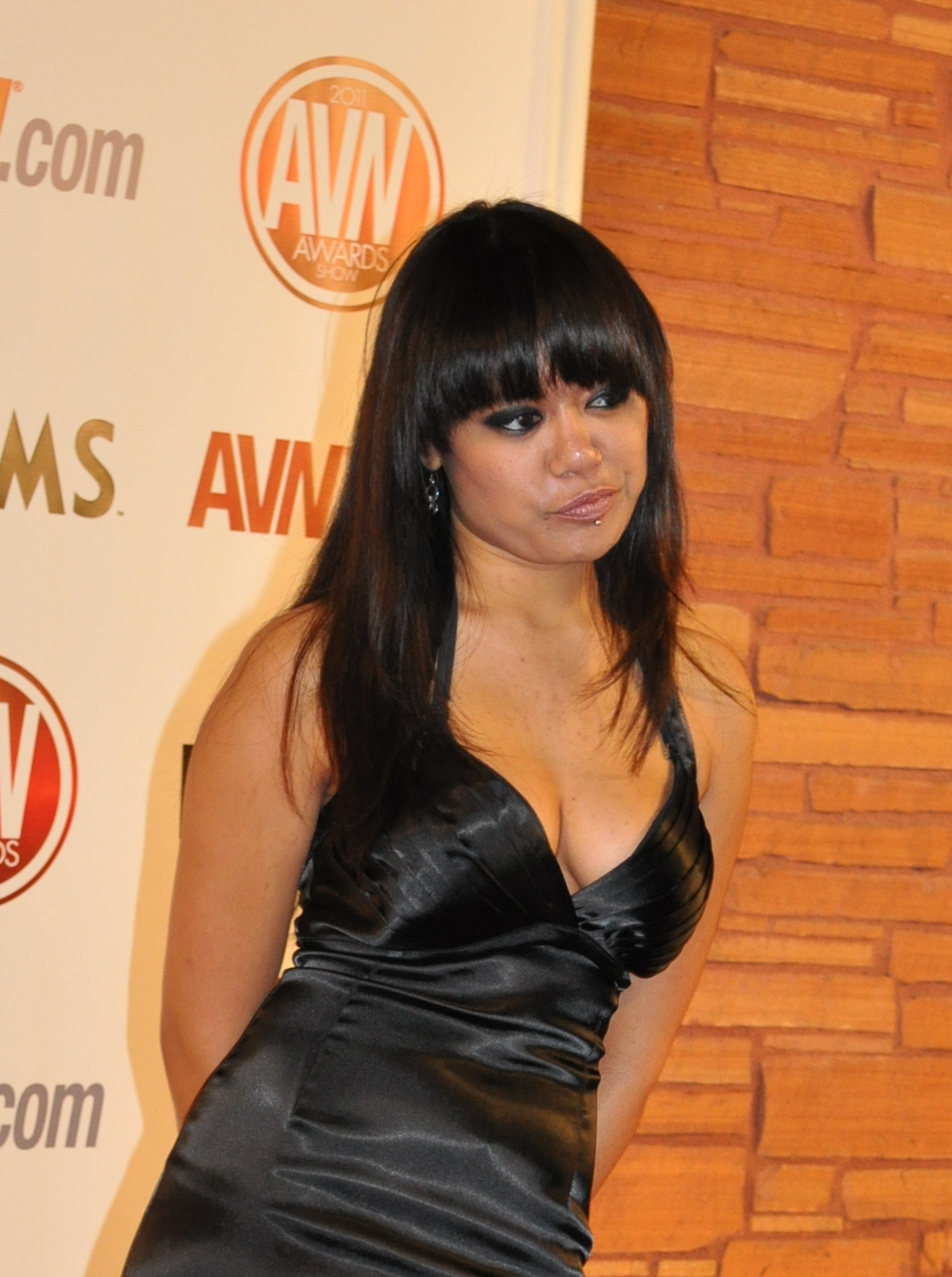
アニー・クルス

アニー・クルス（Annie Cruz、 1984年11月6日 - ）は、アメリカ合衆国のポルノ女優。カリフォルニア州出身。